# Estación de Vallobín
Vallobín es un apeadero ferroviario situado en el municipio español de Oviedo en el Principado de Asturias. Forma parte de la red de vía estrecha operada por Renfe Operadora a través su división comercial Renfe Cercanías AM. Está integrada dentro del núcleo de Cercanías Asturias como parte de la línea C-7 entre Oviedo y San Esteban de Pravia (antigua línea F-7 —antes de 2012— o C-7f —entre 2012 y 2021—). Cuenta también con servicios regionales. 

## Situación ferroviaria
Las instalaciones se encuentran situadas en el punto kilométrico 0,882 de la línea férrea de ancho métrico que une Oviedo con Trubia, a 227 metros de altitud sobre el nivel del mar. El tramo es de vía única electrificada. 

## Historia
Como parte de la operación urbanística «Cinturón Verde de Oviedo», se decidió desmantelar el tramo Oviedo-Fuso de la Reina del Ferrocarril Vasco-Asturiano y adaptar, como alternativa a ese trazado, la línea Oviedo-Trubia a ancho métrico para su utilización por FEVE. De esta forma, se lograba mantener la conexión entre la línea de la Sociedad General de Ferrocarriles Vasco Asturiana y la línea del Ferrocarril Económico a Santander, discurriendo por la estación común de RENFE y FEVE en Oviedo. En la época en que la línea era de ancho ibérico, el apeadero no existía, ya que surgió de la transformación de la línea a ancho métrico.
La transformación a ancho métrico de la línea Oviedo-Trubia se completa el 4 de febrero de 1999, tras haber sido clausurada la línea de ancho ibérico en 1997. Sin embargo, el apeadero no fue puesto en servicio hasta el 4 de septiembre de 2008, tras una inversión de 800.000 euros, dentro de la línea de cercanías Oviedo-San Esteban, así como parada de los servicios regionales Ferrol-Oviedo de FEVE. A partir de esa fecha, y hasta el 31 de diciembre de 2012, tanto la titularidad y mantenimiento de las instalaciones ferroviarias como la explotación de los servicios ferroviarios estuvo encomendado a FEVE.
Desde el 1 de enero de 2013, con la desaparición de FEVE, la titularidad de las instalaciones ferroviarias fue traspasada a Adif y la explotación de los servicios ferroviarios fue encomendada a Renfe Operadora.

## Instalaciones
El apeadero consta de un pequeño edificio a nivel de calle, donde se dispone de máquina de venta de billetes y de dispositivos de control de accesos. Al andén subterráneo se accede a través de escaleras fijas y un ascensor. A nivel de vía, el apeadero está preparado para acoger dos vías en caso de duplicación de la línea, disponiéndose ambas en los laterales con un único andén central, aunque en la actualidad solamente dispone de una única vía.

## Servicios ferroviarios

### Regionales
Los trenes regionales de Renfe Cercanías AM que unen Ferrol y Oviedo tienen parada en la estación, con dos circulaciones diarias por sentido.
| Línea | Origen/Destino | Paradas intermedias | Destino/Origen |
| ----- | -------------- | --- | -------------- |
|       | Ferrol         | San Xoán · Virxe do Mar · Santa Cecilia · Alto del Castaño · Piñeiros · Ponto · Jubia · Ferrerías · Sedes · Pedroso · San Saturnino · Lamas · Apalla · Moeche · Labacengos · Entrambasrías · Cerdido · Cuqueira · Santa María de Mera · Ponte de Mera · San Claudio · Senra · Ortigueira · Espasante · Loiba · Barquero · Vicedo · Mosende · Folgueiro · Covas · Vivero · Vivero-Apeadero · Juances · Jove-Pueblo · Jove · Lago · Bidueiros · San Ciprián · Madeiro · Burela · Cangas de Foz · Nois · Fazouro · Marzán · Foz · Barreiros · Reinante · Esteiro · Os Castros · Rinlo · Ribadeo · Vegadeo-Pueblo · Vilavedelle · Castropol · Las Campas · Tol · Tapia de Casariego · La Caridad · Cartavio · Loza · Medal · Navia · Piñera-Villaoril · Villapedre · Otur · Luarca · Barcia · Canero · San Cristóbal · Cadavedo · Tablizo · Ballota · Santa Marina · Novellana · Valdredo · Soto de Luiña · San Cosme · San Martín de Luiña · La Magdalena · Villademar · Cudillero · El Pito-Piñera · Muros de Nalón · Los Cabos · Santianes · Pravia · Beifar · San Román · Aces · Sandiche · Grado · Peñaflor de Grado · Vega de Anzo · Santa María de Grado · Trubia · Soto Udrión · San Pedro · San Claudio · Las Mazas · Las Campas · Argañosa · Vallobín | Oviedo         |

### Cercanías
Forma parte de la línea C-7 (Oviedo - San Esteban) de Cercanías Asturias. Esta tiene una frecuencia de paso de 15 trenes diarios en ambos sentidos entre semana, con un intervalo de paso de 60 minutos entre trenes. Los sábados, domingos y festivos, el tráfico se reduce a 10 circulaciones diarias por sentido, con un intervalo de paso entre las dos primeras circulaciones y las dos últimas de 60 minutos, y el resto del día de 120 minutos.
| procedencia/destino | < estación | Línea | estación > | destino/procedencia   |
| ------------------- | ---------- | ----- | ---------- | --------------------- |
| Oviedo              | Oviedo     |       | Argañosa   | San Esteban de Pravia |